# Лидија Бајук
Лидија Бајук (Чаковец, 23. новембар 1965) песник је и кантаутор. Једна је од водећих личности хрватске етно музике. Рођена у Чаковцу, али због развоја каријере преселила се у Загреб. Чланица је Друштва хрватских књижевника и и Хрватске заједнице самосталних уметника.

## Биографија

### Рано доба
Лидија Баук је у својој раној младости свирала виолину у музичкој школи, а са гитаром се први пута срела код своје пријатељице коју је њен братић учио свирати. Након тога је у свом подруму нашла стару очеву гитару на којој је направила своје прве музичке кораке, док је нову гитару добила за свој рођендан након што је имала саобрачајну несрећу. Док је лежала у болници позајмила је гитару од пријатељице и све време свирала у лежећем пложају. Након повратка из болнице чекала ју је нова гитара која је била рад Проскурњакова.

### Музичка каријера
Своју музичку каријеру почиње као предизвођач на концертима америчких музичара попут Џона Мајала (Љубљана, Чаковец и Београд 1987) и Џоане Баез (у Љубљана и Загреб 1989). Објављује своја четири самостална етно албума „Зора-дјевојка“ (1997), „Кнеја“ (1999), „Тира лес“ (2001) и кантауторски „Луна“ (2005).
Поред музичких албума, написала и неколико значајних књига из подручја: етнологије и народни обичаји. Најпознатије дело носи наслов „Кнеја“, а користи се као додатна литература на студијама етнологије.
Са Дуњом Кнебл и групом Леген, Лидија Бајук је један од оснивача и најцењенијих извођача модерне хрватске етно сцене.
Међумурска народна певачица Елизабета Топлек (познатија као Тета Лиза) често истиче вредност Лидијиног уметничког изражаја, посебно у данашње време кад се много тога продаје као етно.
Дана 29. маја 2002. одржава самостални музички наступ подршке у програму Геј параде, на Зрињевцу након баченог сузавца. Лидија је гостовала на више компилацијских и ауторских албума, а њена дискографија бележи четири самостална албума.
Пише за хрватски недељник за културу Хрватско слово.
Добитник је музичке награде „Порин“ за најбољу народну песму у 2006. години.

## Дискографија
- „Зора-дјевојка“ (1997)
- „Кнеја“ - ЛП (1999)
- „Тира лес“ (2001)
- „Луна“ (2005)